# Paweł Wimmer
Paweł Wimmer (ur. 16 sierpnia 1954 w Warszawie) – polski dziennikarz prasy informatycznej, ekonomista oraz entuzjasta internetowej edukacji. Jest autorem znanego w polskim Internecie Kursu języka HTML.

## Życiorys
Jest synem historyka, profesora Jana Wimmera. W latach 80. XX wieku ukończył Szkołę Główną Planowania i Statystyki (obecnie SGH). W latach 90. pracował dla miesięcznika „Enter” i dwutygodnika „PCkurier” oraz zaczął tworzenie kursu HTML, który był rozwijany do 2014 roku. W latach 1999–2000 był redaktorem naczelnym internetowego miesięcznika „Webmaster”. Od 2002 do stycznia 2009 pracował dla wydawnictwa IDG Poland. Od 2010 jest niezależnym publicystą informatycznym i ekonomicznym, od 2019 na emeryturze.
Paweł Wimmer pracował także w Polskim Związku Esperantystów oraz w Dziale Gromadzenia Zbiorów Biblioteki Uniwersytetu Warszawskiego. Jest lingwistą i zwolennikiem sztucznych języków: esperanto oraz interlingua.
Jest autorem darmowego podręcznika do nauki esperanto dla początkujących Esperanto en dek lecionoj (Esperanto w dziesięciu lekcjach), udostępnionego na wolnej licencji Creative Commons Uznanie autorstwa 2.5 Polska.
Jest autorem około trzydziestu publikacji książkowych z dziedziny informatyki i języków, w tym współautorem (z Anną Wysocką) podręcznika informatyki dla klas 4–6 szkół podstawowych.
W maju 2023 założył wydawnictwo Libretto.
W 2015 był jednym z inicjatorów Komitetu Obrony Demokracji, został członkiem komisji rewizyjnej tego stowarzyszenia. We wrześniu 2024 przystąpił do Unii Europejskich Demokratów.
Jest także członkiem Towarzystwa Dziennikarskiego.

## Publikacje
- 2002: Zostań webmasterem! (ISBN 83-87211-85-0)
- 2002: Przybornik internauty (ISBN 83-7279-256-9)
- 2004: FrontPage 2003 PL. Nie tylko dla webmasterów (ISBN 83-7361-729-9)
- 2004: Angielski z komputerem. Programy, słowniki komputerowe i strony WWW (ISBN 83-7361-390-0)